# Hạnh Lâm
Hạnh Lâm là một xã thuộc tỉnh Nghệ An, Việt Nam. Xã được hình thành trên cơ sở sáp nhập xã Thanh Đức và xã Hạnh Lâm của huyện Thanh Chương trong đợt Sáp nhập tỉnh thành Việt Nam 2025.

## Địa lý
Xã Hạnh Lâm có vị trí địa lý:
- Phía Đông giáp xã Cát Ngạn và xã Tam Đồng;
- Phía Nam giáp xã Sơn Lâm và nước CHDCND Lào;
- Phía Tây giáp xã Anh Sơn;
- Phía Bắc giáp xã Yên Xuân.

Xã Hạnh Lâm có diện tích tự nhiên 274,57 km².

## Hành chính và tên gọi
Xã Hạnh Lâm được thành lập theo Nghị quyết số 1678/NQ-UBTVQH15 của Ủy ban Thường vụ Quốc hội Việt Nam, ban hành ngày 16 tháng 6 năm 2025. Theo đó, sắp xếp toàn bộ diện tích tự nhiên, quy mô dân số của xã Thanh Đức và xã Hạnh Lâm thuộc huyện Thanh Chương trước đây thành một xã mới có tên gọi là xã Hạnh Lâm.
Sau sắp xếp xã có diện tích tự nhiên: 274,57 km², quy mô dân số: 13.699 người.